# 板垣高幸
板垣 高幸（いたがき たかゆき、1838年（天保9年） - 1885年（明治18年）9月17日）は、江戸時代後期の土佐藩士、土佐板垣氏の第9代当主。勤皇の志士で、土佐勤王党の党員。通称は板垣寛之助（ひろのすけ）。

## 来歴

### 生い立ち
土佐藩士（家禄2人扶持・切米6石）板垣惇平（只七）の二男として高知城下に生まれる。幼名は「壮助」。その後、土佐藩士・森田家の養子となり森田壮助と名乗る。1857年2月18日（安政4年1月24日）、実父板垣惇平が病死するとその跡式を惇平の嫡男板垣堅助が継いだ。1859年7月31日（安政6年7月2日）、板垣堅助が病気となり役目が勤め難くなると、堅助は致仕して病気療養する事を考えたが、堅助に息子が居なかった為、実弟の森田壮助（板垣高幸）が板垣家に戻って家督を継ぐこととなった。

### 家督相続以降
1859年7月31日（安政6年7月2日）、実兄板垣堅助の養子となって板垣壮助と名乗り代勤をする。1859年9月25日（安政6年8月29日）、養父（実兄）板垣堅助の家禄2人扶持・切米5石を無相違下し置かれ、格式も其の侭相続を仰付けられた。1859年10月2日（安政6年9月7日）、当分、御作事方役を仰せ付けられる。1859年12月29日（安政6年12月6日）、御徒横目加役を仰せ付けられ、年々御補米2石を成し置かされた。1860年1月16日（安政6年12月24日）、爾来の名を御断りを以って「寛之助」と改名する。1860年3月28日（安政7年3月7日）、爾来の役目を御免仰せ付けられる。1860年4月27日（万延元年閏3月7日）、当分、御山方御成育役を仰せ付けられる。1860年5月14日（万延元年閏3月24日）、爾来の役目を当分、御用御免仰せ付けられる。1860年10月7日（万延元年8月23日）、山内容堂の御納戸下役・御現銀諸作配並びに御臺院見改め役・御賄い役を兼帯を仰せ付けられる。

### 江戸へ
1860年11月4日（万延元年9月22日）、爾来の勤事を以って江戸表へ差し立て、来月15日より後に浦戸通乗船を仰せ付けられる。1860年11月18日（万延元年10月6日）、山内容堂の御大小並びに大坂表より御登銀宰領ともに相兼ねて、来る11日、出足甲浦通へ差し立てを仰せ付けられる。1860年11月22日（万延元年10月10日）、此度、山内容堂の御大小宰領仰せ付けられ、費用の筋も有りに付き、御補銀80匁を為し置かれた。

### 土佐勤王党へ加盟
1861年3月（文久2年2月）、山内容堂御手許御用紙、大廻船を以て積立相来る時、子細ありて紛失し恐入申し出、罷りあり、手厚く取扱うべくはずの処、件の次第不埒の至りに依って咎を受ける。この頃、土佐勤王党に血判加盟（第79番目）し、国事に奔走する。1862年2月1日（文久2年1月3日）、江戸表より帰着。1863年6月17日（文久3年5月2日）、爾来の役を以って、家族引越し定詰を仰せ付けられる。1863年7月11日（文久3年5月26日）、当分、御山方化成役を仰せ付けられる。1866年3月14日（慶応2年1月28日）、当分、御作事方下役加役を仰せ付けられた。1867年7月12日（慶応3年6月11日）、当分、御郡方下役加役を仰せ付けられた。

### 戊辰戦争期
1868年2月21日（慶応4年1月28日）、徒士・四小隊付を仰せ付けられ、3月16日（同2月23日）、勘定頭取役を仰せ付けられる。1868年6月30日（同5月11日）、爾来の勤事を以って、交代として京都へ差立てられ、来る20日浦戸通り乗船を仰せ付けられた。1868年11月1日（同9月17日）、京都において、三人扶持切米八石高を仰せ付けられ、格式御用人付きを仰せ付けられた。1869年1月1日（同11月19日）、「寛之助」の名を「寛之（ひろゆき）」と改める。

### 明治維新以降
明治維新以降、高知県に出仕した。
1885年（明治18年）9月17日死去。享年48

## 系譜

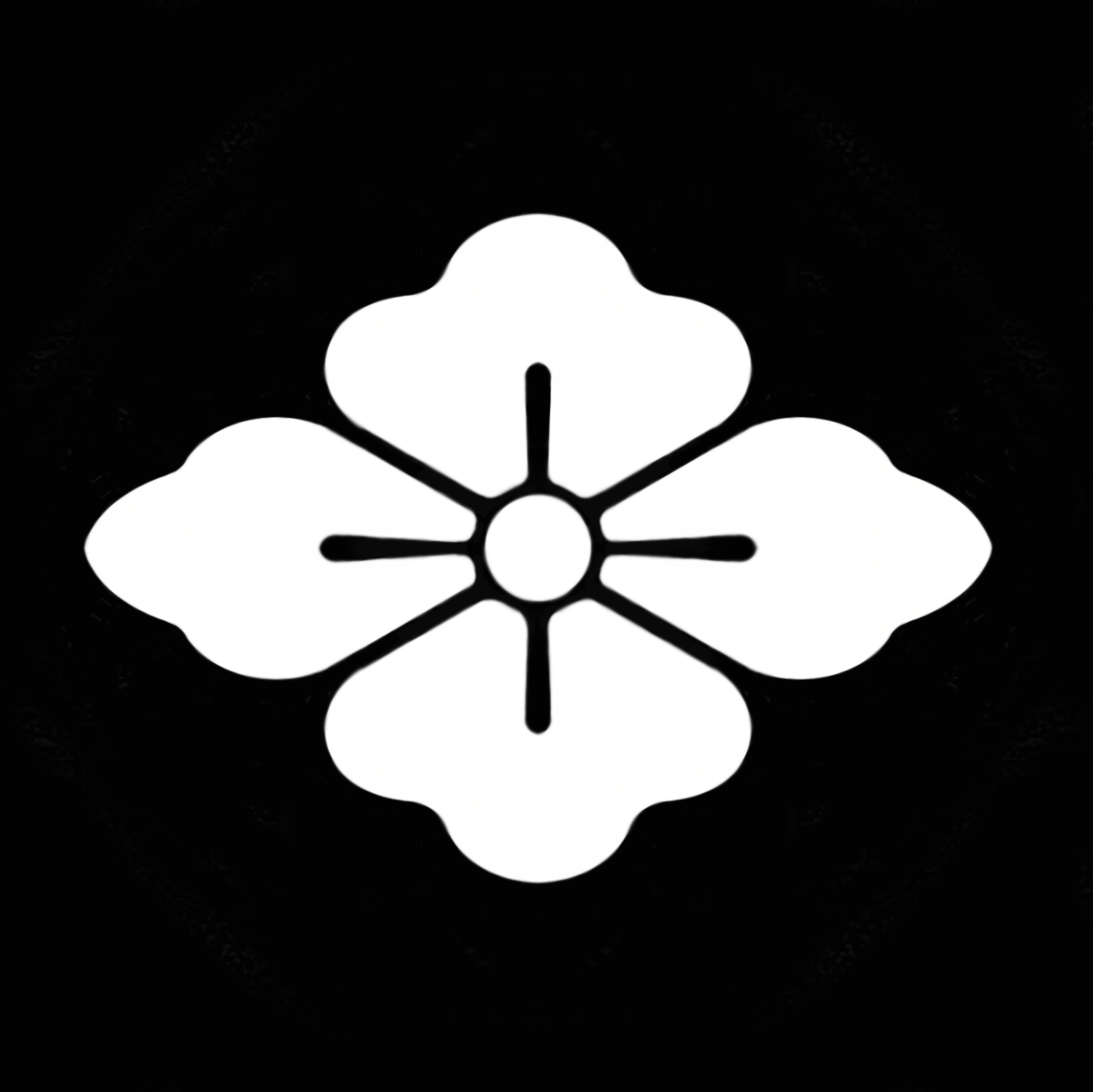
板垣氏の家紋（地黒花菱）

先祖は、1602年（慶長7年）山内一豊の御代に、初代・板垣喜右衛門が召し抱えられ、二代・板垣喜右衛門、三代・板垣喜右衛門（只助）、四代・板垣只平、五代・板垣宇助、六代・板垣喜助（只平）と相続し、七代・板垣惣三郎（惇平）、八代・板垣堅助と続いた。九代目を相続したのが、土佐勤王党として活動した板垣高幸（寛之助）である。
三代目、板垣喜右衛門は、幼名「只助」と言い、谷秦山の高弟で、土佐藩の漢学者で『板垣氏自家雑記』（所収『南路志』巻112、113、114）という、土佐の藩政期を知ることのできる貴重な日記を残している。（『板垣氏自家雑記』の記載年は元禄11年3月～享保18年8月）幕末の当主・板垣高幸は土佐勤王党に属し、高幸の46歳の時に生まれた長男・板垣四十六郎は、1883年（明治16年）生まれで教育者として台湾第二中学校の校長を勤め台北市で客死した。